# Gorjanci
Gorjanci (na hrvaški strani poznani kot Žumberačko gorje, tudi Žumberačka gora, nemško Uskokengebirge ) so planotasto hribovje v jugovzhodni Sloveniji, ki obsega 212 kvadratnih kilometrov. Najvišji vrh Gorjancev je 1178 metrov visok Trdinov vrh (Sveta Gera). Pogorje je ob prelomih dvignjen gorski čok, z grudasto tektonsko zgradbo. Razteza se od savske doline na vzhodu do črmošnjiške doline na zahodu. Po najvišjem slemenu, kjer je razvodnica med rekama Krko in Kolpo, poteka državna meja med Slovenijo in Hrvaško. Za Gorjance je značilna izjemna prepletenost panonskih in kraških pokrajinskih značilnosti. Razmeroma nepregledno in težko prehodno hribovje poraščajo prostrani bukovi gozdovi, na Trdinovem vrhu in Ravni gori pa sta ohranjena celo zavarovana pragozdna ostanka. Na severu se Gorjanci strmo spuščajo proti Prigorjanskim goricam in se nato spustijo do Krške kotline, na zahodu z dolgimi slemeni prehajajo v Novomeško pokrajino, na jugu pa se stopnjasto spuščajo proti Beli krajini in Karlovški kotlini. 
Za krajinsko in ekološko podobo Gorjancev so pomembne košenice z redkimi rastlinskimi vrstami.  Pomembno naravno bogastvo Gorjancev so številni izviri (Minutnik, Gospodična, Jordanov studenec) in potoki (Kobila, Pendirjevka, Klamfer, Sušica) v ozkih in globoko zajedenih dolinah severnega pobočja. 
Naravne danosti Gorjancev nadgrajuje vse od prazgodovine pestra poselitvena preteklost. Zanjo je značilno sožitje obmejnega slovenskega in uskoškega prebivalstva. Na Gorjance je vezano bogato ljudsko izročilo, ki ga je literarno obdelal Janez Trdina (Bajke in povesti o Gorjancih). Gospodarsko izkoriščanje obsežnih gozdov se je pričelo 1838, ko je bila pri Dolžu zgrajena glažuta, intenzivneje pa po prvi svetovni vojni z žago pri Fabriki, do katere je vozila gozdna železnica. 
Po slemenu Gorjancev poteka državna meja. Na hrvaški strani je bil  leta 1999 osnovan Park prirode Žumberak - Samoborsko gorje, na slovenski strani pa je predvideno, da se osrednji del Gorjancev zavaruje kot krajinski park.
Gorjance seka glavna ceste Novo mesto - Metlika z najvišjo točko na prelazu Vahta (615 mnm), kjer se odcepi gozdna cesta do planinskih domov: doma Vinka Paderšiča pri Gospodični (822 m) in doma pri Miklavžu (969 m). Po Gorjancih so speljane številne planinske poti in so pomembno rekreacijsko območje.

## Geološka sestava
Gorjance gradijo mezozojske usedline (dolomit, apnenec in ponekod tudi lapor), obrobje pa sestavljajo miocenske kamnine (peski, peščenjaki, gline, glinasti in apnenčasti laporji).

## Jame
Posebnost je veliko število kraških jam med katerimi so najbolj znane: Kostanjeviška jama in Levakova jama oziroma Jama v Šutni.

## Naravni rezervati na Gorjancih
Gorjanci so hidrološki in geomorfološki rezervat. V svojem masivu skrivajo kos pragozda in so redek primer še ohranjenega prvotnega čistega bukovega gozda v srednji Evropi. 
Na Ravni gori in pod Trdinovim vrhom sta ohranjena ter iz gospodarjenja z gozdovi izločena pragozdna ostanka, ki imata rezervatno namembnost (Pragozd Ravna gora in Pragozd Trdinov vrh), v dolini Kobile pa je izločen gozdni rezervat Kobila

## Zanimivosti
Eden najbolj zanimivih delov slovensko-hrvaške državne meje se nahaja ob vznožju Gorjancev. Kljub zapleteni meji, ni znano, da bi povzročala kakršne koli zaplete med državama. To je posledica prijateljskih odnosov med prebivalci obeh strani, ki so tekom 2. svetovne vojne intenzivno sodelovali v Narodno osvobodilnem boju. Čete so bile mešane brigade in partizanski odredi. Umrlim borcem, Slovencem in Hrvatom, so posvetili spominski center na hrvaški strani v mestu Sošice.